# 克里夫蘭藍
這個條目是關於一支在1879年至1884年間運作的美國職棒球隊。如果是在1887年至1888年的同名球隊，參見克里夫蘭蜘蛛；如果是在1901年的同名球隊，參見克里夫蘭守護者。
克里夫蘭藍（英語：Cleveland Blues）是一支主場位於俄亥俄州克里夫蘭的19世紀美國職棒球隊。它在1879年至1884年間是國家聯盟的一員。
1883年9月13號，獨臂投手休·戴力投出了藍隊隊史首場無安打。球隊在1885年被布魯克林灰(現今道奇隊)以一萬美元收購。